# Tiro ai Giochi della I Olimpiade - Rivoltella militare
Il torneo di rivoltella militare dei Giochi della I Olimpiade fu uno dei cinque eventi sportivi, riguardanti il tiro a segno dei primi Giochi olimpici moderni, tenutosi ad Atene, il 10 aprile 1896.
Hanno partecipato alla competizione 16 atleti provenienti da quattro nazioni. La gara, che si svolse nel poligono di Kallithea, era riservata ai soli atleti maschi, come tutte le competizioni dell'Olimpiade di Atene 1896.
Ogni partecipante sparò un totale di 30 colpi, divisi in sei sequenze di cinque spari; la distanza era fissata a 25 m. Il vincitore, lo statunitense John Paine, colpì 25 bersagli. Suo fratello, Sumner Paine, centrò invece 23 volte il bersaglio.

## Risultati
|      | John Paine            | 442         | 25          |             |             |             |             |
|      | Sumner Paine          | 380         | 23          |             |             |             |             |
|      | Nikolaos Mōrakīs      | 205         | Sconosciuto |             |             |             |             |
| 4    | Iōannīs Fragkoudīs    | Sconosciuto | Sconosciuto | Sconosciuto | Sconosciuto | Sconosciuto | Sconosciuto |
| 5    | Holger Nielsen        | Sconosciuto | Sconosciuto | Sconosciuto | Sconosciuto | Sconosciuto | Sconosciuto |
| 6-13 | Zīnōn Michaīlidīs     | Sconosciuto | Sconosciuto | Sconosciuto | Sconosciuto | Sconosciuto | Sconosciuto |
| 6-13 | Geōrgios Orfanidīs    | Sconosciuto | Sconosciuto | Sconosciuto | Sconosciuto | Sconosciuto | Sconosciuto |
| 6-13 | Pantazidis            | Sconosciuto | Sconosciuto | Sconosciuto | Sconosciuto | Sconosciuto | Sconosciuto |
| 6-13 | Patsouris             | Sconosciuto | Sconosciuto | Sconosciuto | Sconosciuto | Sconosciuto | Sconosciuto |
| 6-13 | Pavlos Pavlidīs       | Sconosciuto | Sconosciuto | Sconosciuto | Sconosciuto | Sconosciuto | Sconosciuto |
| 6-13 | Aristovoulos Petmezas | Sconosciuto | Sconosciuto | Sconosciuto | Sconosciuto | Sconosciuto | Sconosciuto |
| 6-13 | Platis                | Sconosciuto | Sconosciuto | Sconosciuto | Sconosciuto | Sconosciuto | Sconosciuto |
| 6-13 | Vavis                 | Sconosciuto | Sconosciuto | Sconosciuto | Sconosciuto | Sconosciuto | Sconosciuto |
| -    | Pantelīs Karasevdas   | Ritirato    | Ritirato    | Ritirato    | Ritirato    | Ritirato    | Ritirato    |
| -    | Sidney Merlin         | Ritirato    | Ritirato    | Ritirato    | Ritirato    | Ritirato    | Ritirato    |
| -    | Sanidis               | Ritirato    | Ritirato    | Ritirato    | Ritirato    | Ritirato    | Ritirato    |